# 1998-as labdarúgó-világbajnokság-selejtező (UEFA – 1. csoport)
Az 1998-as labdarúgó-világbajnokság európai 1. selejtezőcsoportjának mérkőzéseit, és a csoport végeredményét tartalmazó lapja. A csoportban körmérkőzéses, oda-visszavágós rendszerben játszottak egymással a labdarúgó-válogatottak. A csoportelső automatikus résztvevője lett az 1998-as labdarúgó-világbajnokságnak.
A csoportban Bosznia-Hercegovina, Dánia, Görögország, Horvátország és Szlovénia szerepelt.
Dánia végzett az első helyen és kijutott az 1998-as világbajnokságra, a második helyet pedig Horvátország szerezte meg és pótselejtezőt játszhatott.

## Tabella
| Hely. | Csapat              | M | Gy | D | V | G+ | G– | Gk  | P  | Továbbjutás                          |     | Dánia | Horvátország | Görögország | Bosznia-Hercegovina | Szlovénia |
| ----- | ------------------- | - | -- | - | - | -- | -- | --- | -- | ------------------------------------ | --- | ----- | ------------ | ----------- | ------------------- | --------- |
| 1.    | Dánia               | 8 | 5  | 2 | 1 | 14 | 6  | +8  | 17 | Kijutott az 1998-as világbajnokságra |     | —     | 3–1          | 2–1         | 2–0                 | 4–0       |
| 2.    | Horvátország        | 8 | 4  | 3 | 1 | 17 | 12 | +5  | 15 | Továbbjutott a második fordulóba     |     | 1–1   | —            | 1–1         | 3–2                 | 3–3       |
| 3.    | Görögország         | 8 | 4  | 2 | 2 | 11 | 4  | +7  | 14 |                                      |     | 0–0   | 0–1          | —           | 3–0                 | 2–0       |
| 4.    | Bosznia-Hercegovina | 8 | 3  | 0 | 5 | 9  | 14 | −5  | 9  |                                      | 3–0 | 1–4   | 0–1          | —           | 1–0                 |           |
| 5.    | Szlovénia           | 8 | 0  | 1 | 7 | 5  | 20 | −15 | 1  |                                      | 0–2 | 1–3   | 0–3          | 1–2         | —                   |           |

## Mérkőzések
| 1996. április 24. 20:00 UTC+3 |

| Görögország                      | 2–0         | Szlovénia |
| -------------------------------- | ----------- | --------- |
| Lima-Batista 55' Nikolaídisz 65' | Jegyzőkönyv |           |

| Olimpiai Stadion, Athén Nézőszám: 5,053 Játékvezető: Rune Pedersen (norvég) |

| 1996. szeptember 1. 20:00 UTC+2 |

| Szlovénia | 0–2         | Dánia                         |
| --------- | ----------- | ----------------------------- |
|           | Jegyzőkönyv | A. Nielsen 78' Schjønberg 89' |

| stadion za Bežigradom, Ljubljana Nézőszám: 5,000 Játékvezető: Urs Meier (svájci) |

| 1996. szeptember 1. 17:30 UTC+3 |

| Görögország                                     | 3–0         | Bosznia-Hercegovina |
| ----------------------------------------------- | ----------- | ------------------- |
| Uzunídisz 41' Aposztolákisz 79' Nikolaídisz 84' | Jegyzőkönyv |                     |

| Kalamáta Metropolitan stadion, Kalamáta Nézőszám: 4,020 Játékvezető: Günter Benkö (osztrák) |

| 1996. október 8. 20:00 UTC+2 |

| Bosznia-Hercegovina | 1–4         | Horvátország                         |
| ------------------- | ----------- | ------------------------------------ |
| Salihamidžić 25'    | Jegyzőkönyv | Bilić 13' Vlaović 32' Bokšić 64' 85' |

| Renato Dall’Ara Stadion, Bologna Nézőszám: 1,500 Játékvezető: Atanasz Uzunov (bolgár) |

| 1996. október 9. 19:15 UTC+2 |

| Dánia                                 | 2–1         | Görögország |
| ------------------------------------- | ----------- | ----------- |
| Zagorákisz 25' (öngól) B. Laudrup 52' | Jegyzőkönyv | Dónisz 35'  |

| Parken Stadion, Koppenhága Nézőszám: 40,262 Játékvezető: Paul Durkin (angol) |

| 1996. november 10. 20:15 UTC+1 |

| Horvátország | 1–1         | Görögország    |
| ------------ | ----------- | -------------- |
| Šuker 44'    | Jegyzőkönyv | Nikolaídisz 9' |

| Maksimir Stadion, Zágráb Nézőszám: 24,000 Játékvezető: Mario van der Ende (holland) |

| 1996. november 10. 15:00 UTC+1 |

| Szlovénia              | 1–2         | Bosznia-Hercegovina |
| ---------------------- | ----------- | ------------------- |
| Zahovič 41' (11-esből) | Jegyzőkönyv | Bolić 5' Kodro 33'  |

| stadion za Bežigradom, Ljubljana Nézőszám: 3,200 Játékvezető: Charles Agius (máltai) |

| 1997. március 29. 20:15 UTC+1 |

| Horvátország | 1–1         | Dánia          |
| ------------ | ----------- | -------------- |
| Šuker 49'    | Jegyzőkönyv | B. Laudrup 82' |

| Poljud, Split Nézőszám: 33,865 Játékvezető: Piero Ceccarini (olasz) |

| 1997. április 2. 20:15 UTC+2 |

| Horvátország                 | 3–3         | Szlovénia         |
| ---------------------------- | ----------- | ----------------- |
| Prosinečki 33' Boban 43' 60' | Jegyzőkönyv | Gliha 45' 65' 66' |

| Poljud, Split Nézőszám: 15,365 Játékvezető: Paul Durkin (angol) |

| 1997. április 2. 15:30 UTC+2 |

| Bosznia-Hercegovina | 0–1         | Görögország       |
| ------------------- | ----------- | ----------------- |
|                     | Jegyzőkönyv | Frantzészkosz 73' |

| Koševo stadion, Szarajevó Nézőszám: 33,000 Játékvezető: Alain Sars (francia) |

| 1997. április 30. 19:15 UTC+2 |

| Dánia                                            | 4–0         | Szlovénia |
| ------------------------------------------------ | ----------- | --------- |
| A. Nielsen 3' 55' P. Pedersen 28' B. Laudrup 50' | Jegyzőkönyv |           |

| Parken Stadion, Koppenhága Nézőszám: 41,278 Játékvezető: Hellmut Krug (német) |

| 1997. április 30. 21:00 UTC+3 |

| Görögország | 0–1         | Horvátország |
| ----------- | ----------- | ------------ |
|             | Jegyzőkönyv | Šuker 74'    |

| Kaftanzóglio stadion, Szaloniki Nézőszám: 10,730 Játékvezető: Antonio López Nieto (spanyol) |

| 1997. június 8. 15:00 UTC+2 |

| Dánia                 | 2–0         | Bosznia-Hercegovina |
| --------------------- | ----------- | ------------------- |
| Rieper 67' Molnar 89' | Jegyzőkönyv |                     |

| Parken Stadion, Koppenhága Nézőszám: 41,592 Játékvezető: Karol Ihring (szlovák) |

| 1997. augusztus 20. 20:30 UTC+2 |

| Bosznia-Hercegovina      | 3–0         | Dánia |
| ------------------------ | ----------- | ----- |
| Mujčin 19' Bolić 25' 35' | Jegyzőkönyv |       |

| Koševo stadion, Szarajevó Nézőszám: 36,500 Játékvezető: Vítor Melo Pereira (portugál) |

| 1997. szeptember 6. 20:15 UTC+2 |

| Horvátország                  | 3–2         | Bosznia-Hercegovina                |
| ----------------------------- | ----------- | ---------------------------------- |
| Bilić 27' Marić 39' Boban 79' | Jegyzőkönyv | Ladić 17' (öngól) Salihamidžić 55' |

| Maksimir Stadion, Zágráb Nézőszám: 16,518 Játékvezető: Hugh Dallas (skót) |

| 1997. szeptember 6. 20:15 UTC+2 |

| Szlovénia | 0–3         | Görögország                                        |
| --------- | ----------- | -------------------------------------------------- |
|           | Jegyzőkönyv | Alexandrísz 54' Konsztantinídisz 89' Mahlász 90+1' |

| stadion za Bežigradom, Ljubljana Nézőszám: 4,689 Játékvezető: Karol Ihring (szlovák) |

| 1997. szeptember 10. 19:15 UTC+2 |

| Dánia                                    | 3–1         | Horvátország |
| ---------------------------------------- | ----------- | ------------ |
| B. Laudrup 15' M. Laudrup 34' Molnar 40' | Jegyzőkönyv | Šuker 44'    |

| Parken Stadion, Koppenhága Nézőszám: 41,381 Játékvezető: Puhl Sándor (magyar) |

| 1997. szeptember 10. 20:15 UTC+2 |

| Bosznia-Hercegovina | 1–0         | Szlovénia |
| ------------------- | ----------- | --------- |
| Bolić 22'           | Jegyzőkönyv |           |

| Koševo stadion, Szarajevó Nézőszám: 18,000 Játékvezető: Tarasz Bezubjak (orosz) |

| 1997. október 11. 21:00 UTC+3 |

| Görögország | 0–0         | Dánia |
| ----------- | ----------- | ----- |
|             | Jegyzőkönyv |       |

| Olimpiai Stadion, Athén Nézőszám: 64,272 Játékvezető: Gilles Veissière (francia) |

| 1997. október 11. 20:00 UTC+2 |

| Szlovénia   | 1–3         | Horvátország                   |
| ----------- | ----------- | ------------------------------ |
| Zahovič 72' | Jegyzőkönyv | Šuker 11' Soldo 39' Bokšić 50' |

| stadion za Bežigradom, Ljubljana Nézőszám: 5,500 Játékvezető: Armand Ancion (belga) |

## Góllövőlista
| 5 gólos - Davor Šuker 4 gólos - Elvir Bolić - Brian Laudrup 3 gólos - Zvonimir Boban - Alen Bokšić - Allan Nielsen - Démisz Nikolaídisz - Primož Gliha 2 gólos - Hasan Salihamidžić - Slaven Bilić - Miklos Molnar - Zlatko Zahovič | 1 gólos - Meho Kodro - Edin Mujčin - Silvio Marić - Robert Prosinečki - Zvonimir Soldo - Goran Vlaović - Michael Laudrup - Per Pedersen - Marc Rieper - Michael Schjønberg - Aléxisz Alexandrísz - Sztrátosz Aposztolákisz - Geórgiosz Dónisz - Kósztasz Frantzészkosz - Kósztasz Konsztantinídisz - Daniel Batista Lima - Níkosz Mahlász - Marínosz Uzunídisz 1 öngólos - Dražen Ladić (Bosznia és Hercegovina ellen) - Theódorosz Zagorákisz (Dánia ellen) |